# 克里斯·布里斯托
克里斯·布里斯托（1937年12月2日-1960年6月19日）是一位英国一级方程式赛车手。克里斯·布里斯托的父亲是伦敦一位汽车修理厂老板。布里斯托的駕駛風格很狂野，因为他的賽車几乎在每条赛道上都有过打滑或碰撞。 他只參加過4場一級方程式賽車大獎賽，但未获得任何积分。1960年比利时大奖赛期间，布里斯托在比賽時身亡。他也是一級方程式賽車大獎賽遇難的選手當中年紀最輕的。 